# Isaac Merritt Singer
Isaac Merritt Singer (27 octombrie 1811 – 23 iulie 1875) a fost un inventator, actor și om de afaceri american. El a adus îmbunătățiri importante designului mașinii de cusut și a fost fondatorul a ceea ce avea să devină una dintre primele corporații multinaționale americane, Singer Sewing Machine Company.
Mulți alții, inclusiv Walter Hunt și Elias Howe, brevetaseră mașini de cusut înaintea lui Singer, însă succesul său s-a datorat caracterului practic al mașinii sale, ușurinței cu care putea fi adaptată pentru uz casnic și disponibilității sale prin plata în rate.
Singer a murit în 1875, lăsând o avere de 13 milioane de dolari, împărțită inegal între 20 dintre copiii săi aflați în viață, proveniți din căsătoriile sale și din relațiile cu diverse amante, deși un fiu, care își susținuse mama în procesul de divorț intentat împotriva lui Singer, a primit doar 500 de dolari. În total, el a avut 26 de copii cu cinci femei diferite.

## Tinerețe
Isaac Merritt Singer s-a născut la 27 octombrie 1811, în Pittstown, Schaghticoke, New York. A fost cel mai mic dintre cei opt copii ai unui tată de origine germană, Adam Singer (născut Reisinger) (1772–1855), și ai soției sale americane, Ruth (născută Benson) Singer. Frații și surorile sale au fost John Valentine Singer, Alexander Singer, Elizabeth (căsătorită Colby), Christiana (căsătorită Cleveland) și Elijah Singer. 
În 1821, părinții săi au divorțat, iar mama sa l-a abandonat. La vârsta de doisprezece ani, Isaac a fugit de acasă pentru a se alătura unei trupe de teatru ambulant numită Rochester Players, după ce lucrase ocazional ca tâmplar și operator de strung.

## Carieră
În 1839, Isaac Merritt Singer a obținut primul său brevet pentru o mașină de forat piatra, pe care a vândut-o companiei I & M Canal Building Company pentru suma de 2.000 de dolari (echivalentul a peste 150.000 de dolari în 2024). După acest succes financiar, a ales să revină la cariera sa de actor. A plecat într-un turneu, formând o trupă numită Merritt Players, apărând pe scenă sub numele de "Isaac Merritt", alături de Mary Ann Sponsler (una dintre amantele sale), care se prezenta ca „doamna Merritt”. Turneul a durat aproximativ cinci ani.
Pe 10 aprilie 1849, Singer a dezvoltat și brevetat o „mașină pentru sculptat lemnul și metalul”.
La vârsta de 38 de ani, împreună cu Mary Ann și cei opt copii ai lor, s-a mutat din nou la New York City, în speranța de a-și promova mașina de gravat în lemn. A obținut un avans pentru a construi un prototip funcțional și l-a realizat în atelierul A. B. Taylor & Co, unde l-a întâlnit pe G. B. Zieber, care avea să devină finanțatorul și partenerul său. Totuși, la scurt timp după ce mașina a fost construită, o explozie a cazanului cu aburi din atelier a distrus prototipul. Zieber l-a convins pe Singer să o ia de la capăt în Boston, un centru important al industriei tipografice.
Singer a mers la Boston în 1850 pentru a-și prezenta invenția în atelierul lui Orson C. Phelps. Comenzile pentru mașina de gravat nu au apărut, însă în acel atelier se construiau și reparau mașini de cusut Lerow & Blodgett. Phelps i-a cerut lui Singer să le examineze, deoarece erau greu de folosit și produs. Singer a concluzionat că mașina de cusut ar fi mult mai fiabilă dacă suveica s-ar deplasa în linie dreaptă în loc de circular, iar acul ar fi drept, nu curbat. Pe baza acestor îmbunătățiri, Singer a obținut brevetul american nr. 8294 la data de 12 august 1851.

### I. M. Singer & Co
În 1856, producătorii de mașini de cusut Grover & Baker, Singer și Wheeler & Wilson, acuzându-se reciproc de încălcarea brevetelor, s-au întâlnit la Albany, New York, pentru a-și soluționa litigiile. Orlando B. Potter, avocat și președinte al companiei Grover & Baker, a propus ca în loc să-și irosească profiturile pe procese, să-și pună brevetele în comun. Astfel a apărut primul „patent pool” (consorțiu de brevete), un mecanism care permite producția de mașini complexe fără bătălii legale privind drepturile de autor.
Acordul a dus la formarea Sewing Machine Combination, însă pentru a fi funcțional, era necesar acordul lui Elias Howe, care deținea încă brevete-cheie. S-au stabilit termeni: Howe urma să primească o redevență pentru fiecare mașină de cusut fabricată.
Mașinile de cusut au început să fie produse în masă. În 1856, I. M. Singer & Co a fabricat 2.564 de unități, iar în 1860, 13.000 de unități, într-o fabrică nouă de pe Mott Street din New York. Ulterior, a fost construită o fabrică imensă lângă Elizabeth, New Jersey.
Până atunci, mașinile de cusut erau destinate exclusiv uzului industrial (confecții, încălțăminte, hamuri, croitorii), dar începând cu 1856, au apărut modele mai mici, pentru uz casnic. Prețul de peste 100 de dolari (echivalentul a peste 4.100 USD în 2025) era prohibitiv. Singer a investit masiv în producția în serie, folosind conceptul de piese interschimbabile dezvoltat de Samuel Colt și Eli Whitney. Astfel, a reușit să reducă prețul la jumătate și, totodată, să-și crească marja de profit cu 530%.
Singer a fost primul care a introdus o mașină de cusut de familie, cunoscută sub numele de „turtle back”. În cele din urmă, prețul a scăzut la doar 10 dolari (circa 404 USD în 2025). Potrivit PBS, partenerul său, Edward Cabot Clark, a fost pionier în introducerea achitării în rate și a sistemului de trade-in, ceea ce a dus la o creștere masivă a vânzărilor.
Aceste inovații au oferit femeilor posibilitatea de a confecționa haine acasă, fie pentru uz personal, fie pentru vânzare, iar organizații caritabile precum Ladies Work Society (1875), Association for the Sale of Works of Ladies of Limited Means, și Co-operative Needlewoman's Society au sprijinit femeile defavorizate în găsirea unor ocupații respectabile. De asemenea, reviste, cărți de tipare și cursuri de grup au devenit populare și printre femeile din clasele mai înstărite.
I. M. Singer & Co s-a extins în Europa, începând în Bonnybridge, Scoția, lângă turnătoriile de fontă care furnizau componentele șasiului. Când spațiul a devenit insuficient, fabrica s-a mutat în Clydebank, unde, între 1882 și 1885, a fost construită de George McKenzie cea mai mare fabrică de mașini de cusut din lume — Singer Clydebank. Complexul avea două clădiri principale pe trei etaje, un turn de 60 de metri cu logo-ul "Singer" și patru ceasuri uriașe, fiind la acea vreme cel mai mare turn de ceas cu patru fețe din lume.
Fabrica a fost deschisă cu 3.500 de muncitori, producând circa 8.000 de mașini de cusut pe săptămână, fiind conectată direct la rețeaua feroviară pentru distribuție eficientă. În timp, fabrica a adăugat încă două etaje, o centrală electrică și gater pentru tăierea lemnului. În timpul celui de-al Doilea Război Mondial, fabrica a fost convertită pentru producția de muniție. În 1941, în timpul Clydebank Blitz, fabrica a fost grav avariată, pierzând 36.000 m², iar 39 de angajați Singer s-au numărat printre cei 500 de morți.
Încă din anii 1880, mașinile Singer erau considerate superioare competitorilor. Până în 1900, fabrica de la Clydebank producea 1,5 milioane de unități anual, contribuind la transformarea Singer într-una dintre primele corporații multinaționale americane, cu filiale în Paris și Rio de Janeiro.
Mai târziu, sub denumirea Singer Manufacturing Company, firma a cunoscut o expansiune considerabilă. Datorită accesibilității (inclusiv prin planuri de plată), în anii 1940, în Regatul Unit existau 24.000 de cursuri de cusut anual. Legea educației din 1944 a introdus croitoria practică ca materie obligatorie pentru fete în școlile de stat. În anii 1950, Singer a lansat Teen-Age Sewing Classes și campanii de publicitate menite să încurajeze fetele să-și creeze propriile haine pentru a atrage băieți.

### Schimbări în companie – Europa

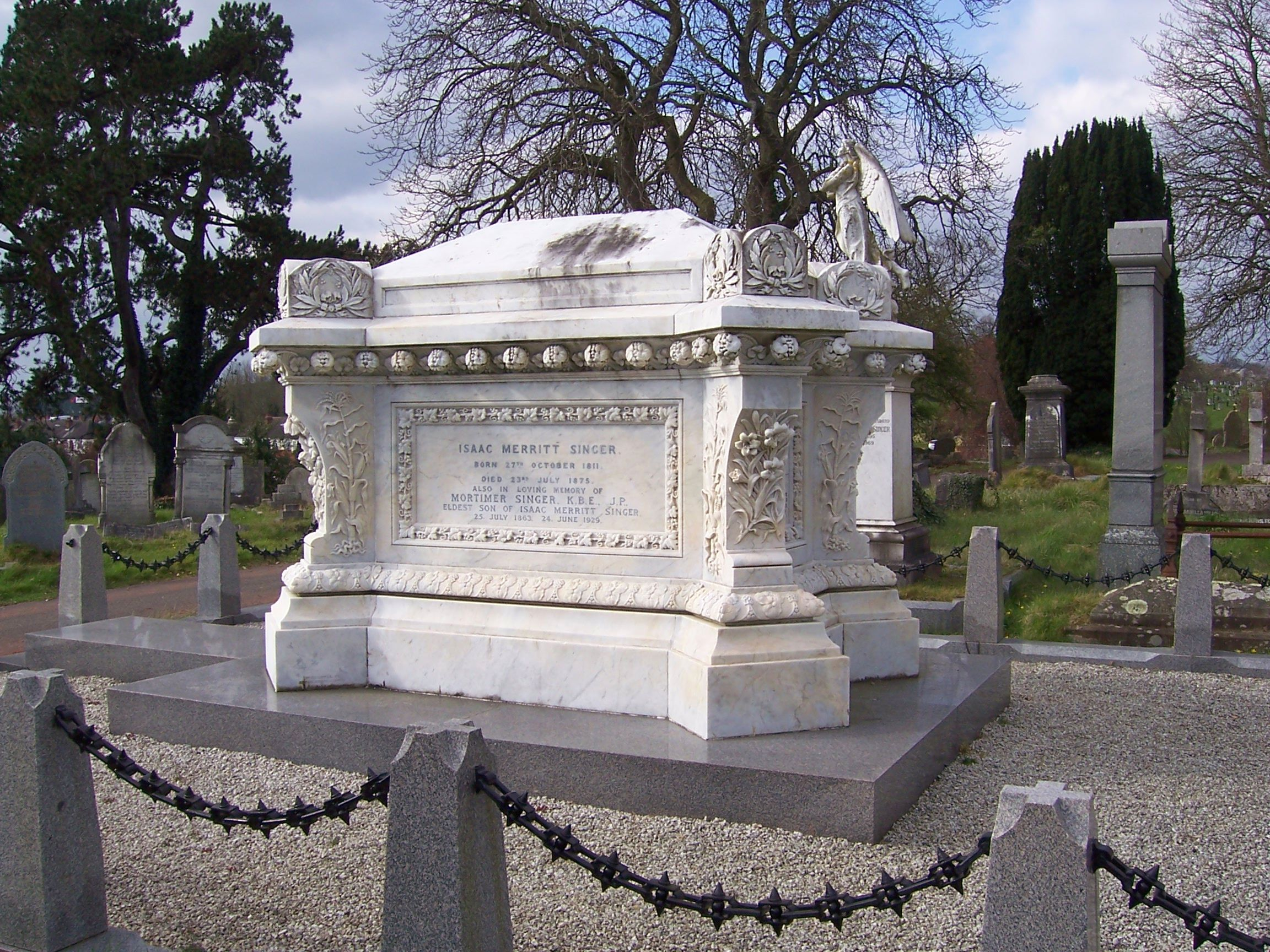
Mormântul lui Singer în Cimitirul Torquay

În 1863, compania I. M. Singer & Co. a fost dizolvată prin acord mutual, deoarece partenerul Edward Cabot Clark considera că reputația personală a lui Singer era un risc pentru dezvoltarea companiei. Totuși, afacerea a continuat sub denumirea de The Singer Manufacturing Company, iar Singer a păstrat 40% din acțiuni și un loc în consiliul de administrație (din 1887).
În 1871, Singer a cumpărat un domeniu și s-a stabilit împreună cu Isabella în Paignton, Devon, Anglia. A comandat construcția reședinței private Oldway Mansion, cu 110 camere, o sală a oglinzilor, labirint și grădină cu grotă. Fiul său, Paris Singer, avea să reconstruiască ulterior vila în stilul Palatului Versailles. Zona a devenit cunoscută local sub numele de „Singerton”. Conacul a fost clasificat ulterior de către The Victorian Society drept clădire de patrimoniu în pericol de degradare.

### Consecințe asupra industriei globale a textilelor
Prototipul lui Singer a fost prima mașină de cusut funcțională la scară practică. Aceasta realiza 900 de cusături pe minut, față de doar 40 executate manual de o croitoreasă experimentată. Astfel a început industrializarea confecțiilor, reducând timpul de realizare al unei cămăși de la 15 ore la doar una. Totuși, finisarea se făcea în continuare manual, de obicei de către femei care lucrau individual, pe baza unui sistem de plată la bucată. Supra-producția realizată în fabrici a dus la scăderea salariilor și la creșterea șomajului.
În 1911, majoritatea muncitoarelor de la fabrica Singer din Clydebank (11.500 de angajați la acel moment) au intrat în grevă, susținând 12 colegi care au refuzat sarcini suplimentare și reduceri salariale. Greva nu a avut succes, dar Singer a concediat 400 de muncitori, inclusiv liderii sindicali. Acțiunea, cunoscută drept Greva Singer, a fost un moment definitoriu care a contribuit la mișcările de protest cunoscute sub numele de Red Clydeside.
În anii 1960, concurența japoneză a introdus mașini cu carcasă de aluminiu, mai ușoare și mai ieftine, care au depășit în vânzări modelele Singer din fontă. Turnul-simbol al fabricii Singer din Clydebank a fost demolat în timpul modernizărilor. Fabrica s-a închis în 1980, iar clădirile au fost complet demolate până la sfârșitul anilor 1990.

## Viața personală
În 1830, la vârsta de 19 ani, Isaac Singer s-a căsătorit cu Catherine Maria Haley (1815–1884), care avea doar 15 ani. Cuplul a avut doi copii înainte ca Singer să o părăsească pentru a se alătura trupei Baltimore Strolling Players. În 1860, Singer a divorțat de Catherine, invocând adulterul acesteia cu Stephen Kent. Fiul lor, William, a apărat-o pe mama sa în timpul procesului de divorț, motiv pentru care Singer l-a respins și l-a menționat în testament cu doar 500 de dolari dintr-o avere de 13 milioane de dolari.
Cei doi copii ai lui Isaac și Catherine au fost:
- William Adam Singer (1834–1914), căsătorit în 1872 cu Sarah Augusta Webb, sora geamănă a lui William Seward Webb (care s-a căsătorit cu Eliza Osgood Vanderbilt);[20]
- Lillian C. Singer (1837–1912), căsătorită cu Harry Hodson.[20]

În 1836, pe când era încă căsătorit cu Catherine, Singer a început o relație care a durat 25 de ani cu Mary Ann Sponsler (1817–1896). Împreună au avut zece copii, dintre care doi au murit la naștere. Printre cei rămași în viață se numără:
- Isaac Augustus Singer (1837–1902), căsătorit cu Sarah Jane Clarke;[20]
- Vouletti Theresa Singer (1840–1913), căsătorită cu William Fash Proctor;[21]
- John Albert Singer (1842–1911), căsătorit cu Jennie C. Belinski;[22]
- Fanny Elizabeth Singer (1844–1909), căsătorită cu William S. Archer;[23]
- Jasper Hamlet Singer (1846–1922), căsătorit cu Jane Collier Cook;[24]
- Mary Olivia Singer (1848–1900), căsătorită cu Sturges Selleck Whitlock, senator în statul Connecticut;[25]
- Julia Ann Singer (1855–1923), căsătorită cu Martin J. Herz;
- Caroline Virginia Singer (1857–1896), căsătorită cu Augustus C. Foster.[20]

Având un succes financiar considerabil, Singer a cumpărat o vilă pe Fifth Avenue, unde s-a mutat împreună cu a doua sa familie. El și Mary Ann au renunțat la trupa lor de teatru, Merritt Players, deoarece invențiile sale aduceau mai mult succes.
Totuși, relația s-a deteriorat după ce Mary Ann l-a văzut pe Isaac plimbându-se cu Mary McGonigal, o angajată despre care avea deja suspiciuni. Se pare că Singer a avut o relație și cu Kate McGonigal, sora acesteia. Cu Mary McGonigal a avut șapte copii (sub numele Matthews), dintre care doi au murit la naștere. Printre ceilalți:
- Ruth Mary Matthews (n. 1852);
- Clara Matthews (1854–1933), căsătorită cu colonelul Hugh Stafford;[26][27]
- Margaret Matthews (1858–1939), căsătorită cu Granville Henry Jackson Alexander, Șeriful de Armagh;[28]
- Charles Alexander Matthews (1859–1883), căsătorit cu Minnie Mathews;[29][30]
- Florence Adelaide Matthews (c. 1859–1932), căsătorită cu Harry Ruthven Pratt.[31]

După descoperirea infidelităților, Mary Ann, care se prezenta încă drept „Doamna I. M. Singer”, l-a dat în judecată pentru bigamie. Singer a fost eliberat pe cauțiune, dar, compromis public, a fugit în Londra în 1862, luând-o pe Mary McGonigal cu el.
În urma scandalului, s-a descoperit că Isaac avea o altă „soție”, Mary Eastwood Walters, demonstratoare de mașini, cu care avea o fiică:
- Alice Eastwood (Walters) Merritt (1852–1890), care a preluat numele Merritt și s-a căsătorit de două ori, prima dată cu W. A. P. LaGrove, la vârsta de 18 ani, într-o căsătorie aranjată de Isaac.

Până în 1860, Singer recunoscuse 20 de copii, dintre care 16 trăiau, avuți cu patru femei diferite.
În 1861, Mary Ann l-a dat din nou în judecată pentru abuz fizic asupra ei și a fiicei lor Vouletti. Ea a susținut că, deși nu fusese căsătorită oficial cu Isaac, trăiseră împreună suficient pentru a fi considerați căsătoriți în baza legii comune. În cele din urmă, a fost atinsă o înțelegere financiară, dar nu s-a pronunțat niciun divorț. Mary Ann s-a recăsătorit apoi cu John E. Foster.
Între timp, Isaac s-a reîntâlnit cu Isabella Eugenie Boyer, o franțuzoaică de 19 ani, cu care trăise anterior la Paris. Ea și-a părăsit soțul și s-a căsătorit cu Isaac, care avea atunci 50 de ani, pe 13 iunie 1863, sub numele Isabella Eugenie Sommerville, fiind însărcinată. Împreună au avut șase copii:
- Sir Adam Mortimer Singer (1863–1929);[32]
- Winnaretta Eugenie Singer (1865–1943),[33] patroană a muzicii moderne, căsătorită cu Prințul Louis de Scey-Montbéliard, apoi cu Prințul Edmond de Polignac;[34]
- Washington Merritt Grant Singer (1866–1934), căsătorit cu Blanche Emmeline Hale și apoi cu Ellen Mary Allen;[35][36]
- Paris Eugene Singer (1867–1932),[37] căsătorit cu Cecilia Henrietta Augusta „Lillie” Graham; prieten apropiat al arhitectului Addison Mizner;[38]
- Isabelle-Blanche Singer (1869–1896), căsătorită cu Jean, Duce de Decazes și de Glücksbierg;[39]
- Franklin Merritt Morse Singer (1870–1939),[40] căsătorit cu Emilie Maigret.[40]

## Moartea

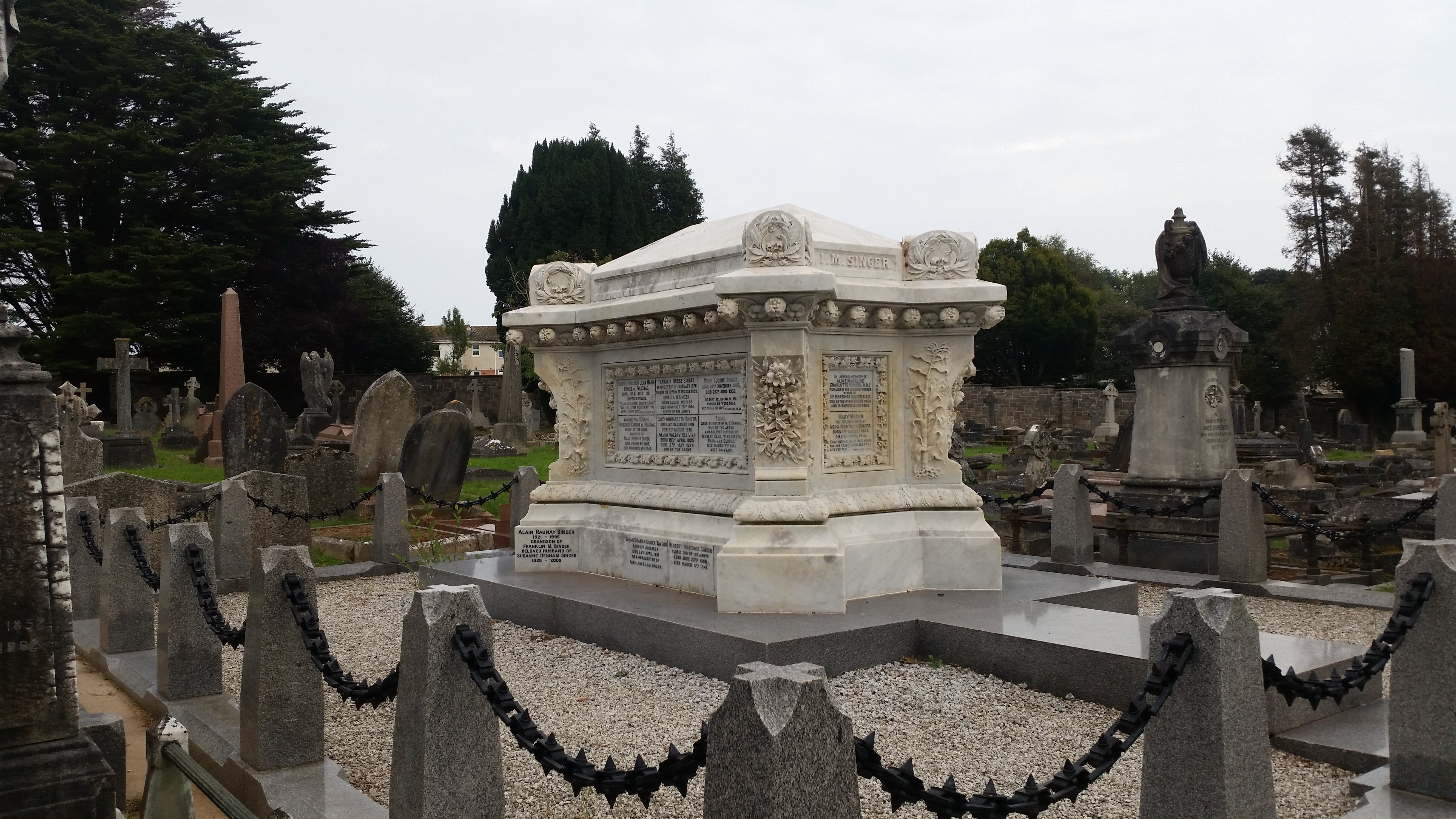
Mormântul familiei Singer din Cimitirul Torquay

Isaac Singer a murit în 1875, la scurt timp după nunta fiicei sale, Alice, cu o rochie care ar fi costat cât un apartament londonez.
Înmormântarea sa a fost impresionantă, cu 80 de trăsuri trase de cai și aproximativ 2.000 de persoane. 
A fost îngropat în Cimitirul din Torquay, conform dorinței sale, în trei sicrie suprapuse (cedru căptușit cu satin, plumb și stejar englezesc decorat cu argint), sub un mormânt de marmură.

## Moștenire și onoruri
- Nava SS Isaac M. Singer, un cargobot din clasa Liberty Ship utilizat în timpul celui de-Al Doilea Război Mondial, a fost numită în onoarea lui Isaac Merritt Singer.
- Singer Island din Florida își trage numele de la fiul său, Paris Singer.